# Vladimir Romanovsky
Vladimir Romanovsky (em bielorrusso:  Владимир Вацлавович Романовский, Slonim, 21 de junho de 1957) é um velocista bielorrusso na modalidade de canoagem.
Foi vencedor da medalha de Ouro em K-2 1000 m e da medalha de Prata em K-2 500 m em Montreal 1976 com o seu colega de equipe Serhiy Nahorniy.